# 3. okręg wyborczy w Maryland
Trzeci okręg wyborczy w Maryland co dwa lata wybiera swojego przedstawiciela do Izby Reprezentantów Stanów Zjednoczonych. W skład okręgu wchodzą części hrabstw Baltimore, Howard oraz Anne Arundel, jak również znaczna część niezależnego miasta Baltimore. Przedstawicielem okręgu w 110. Kongresie Stanów Zjednoczonych jest demokrata, John Sarbanes.
Osobliwe granice okręgu są prawdopodobnie przykładem gerrymanderingu.

## Chronologiczna lista przedstawicieli
|    | Przedstawiciel               | Data objęcia urzędu | Data opuszczenia urzędu | Partia polityczna      |
| -- | ---------------------------- | ------------------- | ----------------------- | ---------------------- |
| 1  | Benjamin Contee              | 4 marca 1789        | 3 marca 1791            |                        |
| 2  | William Pinkney              | 4 marca 1791        | listopad 1791           |                        |
| 3  | John Francis Mercer          | 5 lutego 1792       | 3 marca 1793            |                        |
| 4  | Uriah Forrest                | 4 marca 1793        | 8 listopada 1794        |                        |
| 5  | Benjamin Edwards             | 2 stycznia 1795     | 3 marca 1795            |                        |
| 6  | Jeremiah Crabb               | 4 marca 1795        | 1 czerwca 1796          | Partia Federalistyczna |
| 7  | William Craik                | 5 grudnia 1796      | 3 marca 1801            |                        |
| 8  | Thomas Plater                | 4 marca 1801        | 3 marca 1805            | Partia Federalistyczna |
| 9  | Patrick Magruder             | 4 marca 1805        | 3 marca 1807            |                        |
| 10 | Philip Barton Key            | 4 marca 1807        | 3 marca 1813            |                        |
| 11 | Alexander Contee Hanson      | 4 marca 1813        | 1816                    |                        |
| 12 | George Peter                 | 7 października 1816 | 3 marca 1819            | Partia Federalistyczna |
| 13 | Henry Ridgely Warfield       | 4 marca 1819        | 3 marca 1825            |                        |
| 14 | George Peter                 | 4 marca 1825        | 3 marca 1827            |                        |
| 15 | George Corbin Washington     | 4 marca 1827        | 3 marca 1833            |                        |
| 16 | James Turner                 | 4 marca 1833        | 3 marca 1837            |                        |
| 17 | John Tolley Hood Worthington | 4 marca 1837        | 3 marca 1841            |                        |
| 18 | James Wray Williams          | 4 marca 1841        | 2 grudnia 1842          | Partia Demokratyczna   |
| 19 | Charles S. Sewall            | 2 stycznia 1843     | 3 marca 1843            | Partia Demokratyczna   |
| 20 | John Wethered                | 4 marca 1843        | 3 marca 1845            | Partia Wigów           |
| 21 | Thomas Watkins Ligon         | 4 marca 1845        | 3 marca 1849            | Partia Demokratyczna   |
| 22 | Edward Hammond               | 4 marca 1849        | 3 marca 1853            | Partia Demokratyczna   |
| 23 | Joshua Van Sant              | 4 marca 1853        | 3 marca 1855            | Partia Demokratyczna   |
| 24 | James Morrison Harris        | 4 marca 1855        | 3 marca 1861            |                        |
| 25 | Cornelius Leary              | 4 marca 1861        | 3 marca 1863            |                        |
| 26 | Henry Winter Davis           | 4 marca 1863        | 3 marca 1865            |                        |
| 27 | Charles Edward Phelps        | 4 marca 1865        | 3 marca 1869            |                        |
| 28 | Thomas Swann                 | 4 marca 1869        | 3 marca 1873            | Partia Demokratyczna   |
| 29 | William James O’Brien        | 4 marca 1873        | 3 marca 1877            | Partia Demokratyczna   |
| 30 | William Kimmel               | 4 marca 1877        | 3 marca 1881            | Partia Demokratyczna   |
| 31 | Fetter Schrier Hoblitzell    | 4 marca 1881        | 8 lipca 1885            | Partia Demokratyczna   |
| 32 | William Hinson Cole          | 4 marca 1885        | 8 lipca 1886            | Partia Demokratyczna   |
| 33 | Harry Welles Rusk            | 2 listopada 1886    | 3 marca 1897            | Partia Demokratyczna   |
| 34 | William Samuel Booze         | 4 marca 1897        | 3 marca 1899            | Partia Republikańska   |
| 35 | Frank Charles Wachter        | 4 marca 1899        | 3 marca 1907            | Partia Demokratyczna   |
| 36 | Harry Benjamin Wolf          | 4 marca 1907        | 3 marca 1909            | Partia Demokratyczna   |
| 37 | John Kronmiller              | 4 marca 1909        | 3 marca 1911            | Partia Republikańska   |
| 38 | George Konig                 | 4 marca 1911        | 31 maja 1913            | Partia Demokratyczna   |
| 39 | Charles Pearce Coady         | 4 listopada 1913    | 3 marca 1921            | Partia Demokratyczna   |
| 40 | John Philip Hill             | 4 marca 1921        | 3 marca 1927            | Partia Republikańska   |
| 41 | Vincent Luke Palmisano       | 4 marca 1927        | 3 stycznia 1939         | Partia Demokratyczna   |
| 42 | Thomas D’Alesandro Jr.       | 3 stycznia 1939     | 16 maja 1947            | Partia Demokratyczna   |
| 43 | Edward Alexander Garmatz     | 15 lipca 1947       | 3 stycznia 1973         | Partia Demokratyczna   |
| 44 | Paul Spyros Sarbanes         | 3 stycznia 1973     | 3 stycznia 1977         | Partia Demokratyczna   |
| 45 | Barbara Ann Mikulski         | 3 stycznia 1977     | 3 stycznia 1987         | Partia Demokratyczna   |
| 46 | Benjamin Louis Cardin        | 3 stycznia 1987     | 3 stycznia 2007         | Partia Demokratyczna   |
| 47 | John Peter Spyros Sarbanes   | 3 stycznia 2007     |                         | Partia Demokratyczna   |